# 特納 (密歇根州)
特納（英語：Turner）是位於美國密歇根州阿勒納克縣的一個村。

## 人口
根據2020年美國人口普查的數據，特納的面積為2.65平方千米，當中陸地面積為2.65平方千米，而水域面積為0.00平方千米。當地共有人口121人，而人口密度為每平方千米45人。